# Pernille Hansen (skuespiller)
 Ikke at forveksle med Pernille Stenkil Hansen.
Pernille Hansen (født 27. marts 1959) er en dansk skuespillerinde. Hun blev uddannet på Statens Teaterskole fra 1981 til 1984 og har medvirket i stykker på Nørrebro Teater, Det Danske Teater, Bådteatret og Mammutteatret.
Hansen har udover teateret medvirket i film som Thorvald og Linda (1982), Jeg elsker dig (1987) og Skyggen af Emma (1988). Hun har også optrådt i tv-serier som Strenge tider, Bryggeren, Skjulte spor, Dicte og Arvingerne.

## Filmografi
- Fortsættelse følger (tv-serie, 1977)
- Thorvald og Linda (1982)
- Familien Krahne (tv-serie, 1982)
- Eddie Holms andet liv (tv-film, 1986)
- En hård dags nat (kortfilm, 1987)
- Jeg elsker dig (1987)
- Rødtotterne og Tyrannos (1988)
- Skyggen af Emma (1988)
- Far på færde (tv-serie, 1988)
- Fuglekrigen i Kanøfleskoven (animationsfilm, 1990)
- Strenge tider (tv-serie, 1994)
- Bryggeren (tv-serie, 1996)
- Skjulte spor (tv-serie, 2000)
- Forsvar (tv-serie, 2003)
- Tid til forandring (2004)
- Kærlige Kamilla (kortfilm, 2013)
- Arvingerne (tv-serie, 2015-2017)
- Dicte (tv-serie, 2016)
- Herrens veje (tv-serie, 2017)
- Min søster og prinsen (kortfilm, 2020)
- Ulven kommer (tv-serie, 2020)